# Swap (finance)
 (novembre 2021).
Si vous disposez d'ouvrages ou d'articles de référence ou si vous connaissez des sites web de qualité traitant du thème abordé ici, merci de compléter l'article en donnant les références utiles à sa vérifiabilité et en les liant à la section « Notes et références ».
Pour les articles homonymes, voir Swap.
Le swap (de l'anglais to swap : échanger) ou contrat d'échange ou l'échange financier est un produit dérivé financier. Il s'agit d'un contrat d'échange de flux financiers entre deux parties, qui sont généralement des banques ou des institutions financières.

## Échanges financiers
Les quatre contrats les plus courants sont : 
- le swap de taux d'intérêt standard par taux variables contre taux fixes ou IRS (en anglais : interest rate swap) qui échange les intérêts d'un prêt ou dépôt notionnel à taux variable contre des intérêts à taux fixe ;
- le swap de devises ou E.Dev. (cross currency swap, currency interest rate swap ou CIRS), par lequel on échange des taux d'intérêt à moyen ou long terme libellés dans deux devises différentes ;
- le swap de risque de crédit (ERC, credit default swap ou CDS), qui échange une protection sur le risque de crédit d'un émetteur d'obligations contre des versements périodiques et réguliers pendant la durée du swap ;
- le swap sur matière première ou EMP (en anglais : commodity swap), qui échange un prix fixe, déterminé au moment de la conclusion du contrat, contre un prix variable, en général calculé comme la moyenne d'un indice sur une période future.

Mais il en existe beaucoup d'autres, par exemple :
- le basis swap (en), d'emploi usuel, par lequel on échange deux taux variables indexés sur des taux à court terme, dans la même devise ou dans deux devises différentes ;
- le constant maturity swap de taux d'intérêt, qui permet d'échanger un taux variable indexé sur des taux d'intérêt à court terme contre un autre taux variable indexé sur un taux d'intérêt à moyen ou long terme, par exemple celui du swap 10 ans contre Libor ou du TEC10 ;
- l'asset swap (en), combinaison d'un swap de taux d'intérêt et d'une obligation à taux fixe, qui crée une obligation à taux variable synthétique ;
- les swaps d'actions ou equity swaps (en) qui désignent des swaps dans lesquels au moins une des deux « jambes » est indexée sur le rendement d'une action ou d'un panier d'actions ;
- le swap de variance et le swap de volatilité ;
- le swap de corrélation ;
- le swap d'inflation qui permet d'échanger un taux fixe ou variable contre un taux d'inflation ;
- le total return swap qui permet d'échanger les revenus et le risque d'évolution de la valeur de deux actifs différents pendant une période de temps donnée. Exemple : une des branches du swap est constituée d'un prêt à court terme, l'autre de tout type de titre financier imaginable (indice, une action, une obligation…) ;
- Le swap quanto est un contrat où deux contreparties s'échangent des taux d'intérêt dans deux devises différentes.

### Options sur swaps
Par ailleurs, des options sur swaps sont apparues assez rapidement. On parle de swaption. Pour les swaptions de taux d'intérêt, on parle de cap pour une option d'achat (call) et de floor pour une option de vente (put).

## Histoire
Les swaps existent depuis longtemps, quoique sous une forme informelle et non standardisée. 
Les premiers swaps sont apparus sur le marché des changes dans le courant du XIXe siècle, entre banques centrales, sous la forme de prêts croisés : chacune accordait à l'autre un prêt dans sa propre devise nationale, les deux prêts étant d'un montant équivalent et de même échéance. 
Les différentes réglementations des changes qui avaient cours en Europe dans les années 1970, et qui interdisaient souvent de facto aux entreprises la couverture contre le risque de change alors que les monnaies flottaient pourtant depuis 1973, ont amené à leur tour les banques commerciales à s'intéresser aux swaps, quoiqu'avec discrétion. Elles ont commencé alors à faire preuve d'une certaine créativité dans la conception de produits dérivés taillés sur mesure pour leur clientèle de grandes entreprises. 
Le premier swap de taux d'intérêt en plusieurs devises (en anglais : cross-currency swap, en français on dit « swap de devises », à ne pas confondre avec les swaps de change) à recevoir une vaste publicité fut une opération arrangée en 1981 par Salomon Brothers entre IBM et la Banque mondiale. Assez rapidement après, au cours des années 1980, les banques d'investissement ont commencé à traiter la partie taux d'intérêt de tels swaps pour leur propre compte, entre elles et face à leur clientèle, ce qui a donné lieu au marché des swaps de taux d'intérêt standards, taux fixe contre taux variable. Aux États-Unis, en faisant valoir que les swaps étaient un produit financier ambigu qui ne correspondait à aucune catégorie établie dans la règlementation, les banques commerciales ont utilisé les swaps pour contourner la législation qui, depuis le Glass-Steagall Act, les empêchaient d'avoir des activités de banque d'investissement et d'intervenir directement sur les marchés de capitaux.
Le marché a crû de manière exponentielle, jusqu'à devenir le deuxième marché de taux le plus actif du monde, juste derrière celui des principaux emprunts d'État (États-Unis, Allemagne, Japon, France, Grande-Bretagne, Italie...). Il sert de référence aux marchés de la dette des entreprises, des collectivités locales et de la plupart des pays souverains.

## Dynamique
La dynamique des marchés de swaps est double :
- Pour une banque, elle réside dans ce qu'il n'y a pas d'échange de capital, seulement l'échange de flux d'intérêt. Dans le cas d'un swap de taux d'intérêt, il s'agit donc d'un prêt débarrassé de l'essentiel de son risque de crédit. Des appels de marges ou des dépôts de collatéral en garantie peuvent même le faire presque totalement disparaître, et le swap devient alors pur taux d'intérêt, réductible à ses coefficients d'actualisation (en anglais : discount factors) et donc fongible. Une banque peut alors gérer de façon centralisée des myriades de swaps et autres produits de taux taillés sur mesure pour les besoins particuliers de sa clientèle.

- Pour une entreprise, ou pour une institution financière, le swap permet de modifier les caractéristiques d'actifs financiers, par exemple de taux fixe en taux variable, sans les sortir du bilan et sans encourir les conséquences fiscales ou comptables d'une telle sortie. On superpose ainsi un produit hors bilan, le swap, à un actif existant.

## Organisation interprofessionnelle
L'ISDA, International Swaps and Derivatives Association, ou Association internationale des swaps et des dérivés, est l'organisation regroupant la plupart des intervenants mineurs sur les produits financiers dérivés, dont le but premier est de fournir des contrats standards de référence pour les transactions. En particulier, elle a publié et actualise fréquemment son ISDA Master Agreement, un contrat-cadre utilisé dans la quasi-totalité des swaps et qui fixe, de manière très générale et ensuite adaptable aux multiples types de swaps, le cadre juridique de ces transactions, qui doivent se faire nécessairement selon la loi britannique ou selon la loi de New-York,.

## Taux de swaps pour l'évaluation de certains contrats
Deux fois par an, fin juin et fin décembre, la FBF publie le taux d'évaluation de certains contrats d'échange, de taux d'intérêt ou de devises, conformément à l'article 5 du CRB n° 90-15 modifié et à l'article 38 bis C du CGI : 
- Moyenne des taux médians par échéance fin juin à 16 h 30 pour les devises suivantes : LIBOR EURO, EURIBOR, FRF TAM, USD, GBP, JPY, CHF ;
- Moyenne des taux médians de l’USD sur la base des taux constatés fin juin à l’heure de fermeture des marchés de futures de taux aux États-Unis.